# 国生さゆり 走れメロン
国生さゆり 走れメロン（こくしょうさゆり はしれメロン）は、1986年4月13日から1988年4月3日までニッポン放送で放送されていたラジオ番組。パーソナリティは国生さゆり。ソニーの一社提供枠『SONY Night Square』で放送されていた。

## 概要
国生さゆりは、おニャン子のアブない夜だよ（1985年11月4日 - 1986年3月）でラジオ初レギュラーを務めたのち、同番組降板後すぐに本番組がスタートした。番組中でかける曲は自ら選曲。番組タイトルは、国生自ら太宰治の『走れメロス』に感動したことと、メロンが好物だったことから決まったと言われている。
そして自ら選曲した曲をレコードプレーヤーやCDプレーヤーに載せて操作し、カフも自ら上げ下げするという「セミ・ワンマンDJ」のスタイルをとっていた。1987年当時、番組宛に届くはがきは毎週約5,000通で、国生本人が目を通すはがきはその中から選ばれた分だったが、時間があれば全部のはがきに目を通したいと言っていたという。
月刊ラジオパラダイス（三才ブックス）1987年8月号の特集記事では、「彼女の早口とエコーの音響効果を利かせたテンポの良さが売り物」「どんなに疲れていても元気付けられる“アイドルラジオ版『これが青春だ』”」「特に部活に関する相談事ならお任せ」（国生自身が学生時代、陸上部だったこともある）などと評されている。

## 主なコーナー
- ミスユニフォーム（1986年4月 - 7月頃）
  - クラブ活動時の写真を送るコーナーで、送れるのは「ミス」なので女子のみ。国生が「一番輝いているミス」と判断したリスナーには番組特製「メロンパジャマ」が贈られていた。
- さゆりのクセになりそう（1986年7月頃 - 1987年9月頃）
  - リスナーから、自分の変な癖の話を募集し、これを紹介。はがき採用者には番組特製の「くせ者バッジ」が贈られていた[1]。
- ソニー劇場 国生アカデミー杯（1987年9月 - 1988年3月）
  - 毎月出されるお題に沿って送られた、リスナーによる録音したカセットテープの作品を紹介、毎月月間チャンピオンを決定。採用者にはソニー製の「メロンカセット」、月間チャンピオンにはこれ以上の賞品が贈られた。
- さゆりのメロン白書
  - 部活関係、友人、恋愛などあらゆるリスナーの相談事を募集し、国生がこれに答えていた。コーナーの冒頭では「輝く瞳、それは高鳴る鼓動。それは青春の流れ星。若さはじける心のビタミン、さゆりのメロン白書」という定番の口上を早口でコールしていた。
- 歯医者さんのコーナー[1]
- Sayuri My Love[1]
  - ミニラジオドラマ的なコーナーで、エンディング前のCMのその前のコーナー。劇が終わった後にその回のドラマの内容に沿うように選ばれた曲がかかった。本番組が放送されていた2年間通して放送されていた。

## ゲスト
- 世良公則（1986年8月3日）
- 舘ひろし（1986年11月30日）
- 真田広之
- 鈴木雅之
- 明石家さんま（1987年9月6日、1987年11月29日）
- 志村けん（1988年2月21日）
- マリー・オリギン
他

## 放送されていた局
- ニッポン放送（制作局）- 日曜日22:00 - 22:30
- STVラジオ - 土曜日23:00 - 23:30
- 東北放送 - 土曜日23:30 - 24:00
- 東海ラジオ - 日曜日22:30 - 23:00
- 朝日放送 - 日曜日22:30 - 23:00
- KBCラジオ - 土曜日23:30 - 24:00